# Shane Mosley
Shane Donte Mosley (Pomona, 7 de septiembre de 1971) es un exboxeador estadounidense. Ha sido campeón en tres divisiones diferentes y fue campeón de peso wélter de la Asociación Mundial de Boxeo (WBA) tras vencer a Antonio Margarito.
Desde su debut profesional, en 1993, hasta su pelea contra Vernon Forrest, en 2002, se mantuvo imbatido (38-0).
Durante su carrera ha peleado contra grandes rivales, como Óscar de la Hoya (al que venció en dos ocasiones), Floyd Mayweather Jr. y Manny Pacquiao.
José Sulaimán Chagnón, presidente del Consejo Mundial de Boxeo, anunció el retiro de este boxeador el 6 de junio de 2012. Después de una larga carrera, Shane Mosley tiene dificultades para hablar: unos dicen que es por lo chata que es su nariz, otros debido al daño cerebral. El 18 de mayo de 2013 volvió al cuadrilátero.

## Récord profesional
| 49 Ganadas (41 KOs), 10 Derrotas |              |                           |      |             |            |                                                   |                                                             |
| Res.                             | Record       | Oponente                  | Tipo | Rd., Tiempo | Datos      | Localidad                                         | Notas                                                       |
| D                                | 49–10-1 1 NP | David Avanesyan           | UD   | 12          | 2016-05-28 | Gila River Arena, Glendale, Arizona               | Por el título WBA interino del peso wélter.                 |
| G                                | 49–9-1 1 NP  | Patrick López             | KOT  | 10(10)      | 2015-12-17 | Roberto Durán Arena, Panama City, Panama          | Gana el vacante título WBA Continental del peso semipesado. |
| G                                | 48–9-1 1 NP  | Ricardo Mayorga           | KOT  | 6(12)       | 2015-08-29 | Inglewood, California                             |                                                             |
| D                                | 47–9-1 1 NP  | Anthony Mundine           | KOT  | 7(12)       | 2013-11-27 | Allphones Arena, Olympic Park, Sídney,            | por el título vacante WBA International superwelter         |
| G                                | 47–8-1 1 NP  | Pablo César Cano          | UD   | 12          | 2013-05-18 | Grand Oasis Cancún, Cancún                        | Ganó el título vacante Internacional WBC de peso wélter     |
| D                                | 46–8–1 1 NP  | Saúl Álvarez              | UD   | 12          | 2012-05-05 | MGM Grand Garden Arena, Las Vegas, Nevada         | Título superwélter del CMB                                  |
| D                                | 46–7–1 1 NP  | Manny Pacquiao            | UD   | 12          | 2011-05-07 | MGM Grand Garden Arena, Las Vegas, Nevada         | Campeonato WBO en juego                                     |
| E                                | 46–6–1 1 NP  | Sergio Mora               | SD   | 12          | 2010-09-18 | Staples Center, Los Ángeles, California           |                                                             |
| D                                | 46–6 1 NP    | Floyd Mayweather Jr.      | UD   | 12          | 2010-05-01 | MGM Grand Garden Arena, Las Vegas, Nevada         | Campeonato WBA de peso wélter en juego (sólo para Mosley)   |
| G                                | 46–5 1 NP    | Antonio Margarito         | KOT  | 9 (12)      | 2009-01-24 | Staples Center, Los Ángeles, California           | Ganó el título súper WBA de peso wélter                     |
| G                                | 45–5 1 NP    | Ricardo Mayorga           | KO   | 12 (12)     | 2008-09-27 | The Home Depot Center, Carson, California         | Ganó el título WBA intercontinenal vacante                  |
| P                                | 44–5 1 NP    | Miguel Cotto              | UD   | 12          | 2007-11-10 | Madison Square Garden, Nueva York, Nueva York     | Campeonato WBA de peso wélter en juego                      |
| G                                | 44–4 1 NP    | Luis Collazo              | UD   | 12          | 2007-02-10 | MGM Grand Garden Arena, Las Vegas, Nevada         | Ganó el título WBC de peso wélter                           |
| G                                | 43–4 1 NP    | Fernando Vargas           | KOT  | 6 (12)      | 2006-07-15 | MGM Grand Garden Arena, Las Vegas, Nevada         |                                                             |
| G                                | 42–4 1 NP    | Fernando Vargas           | KOT  | 10 (12)     | 2006-02-25 | Mandalay Bay Resort & Casino, Las Vegas, Nevada   |                                                             |
| G                                | 41–4 1 NP    | José Luis Cruz            | UD   | 10          | 2005-09-17 | MGM Grand Garden Arena, Las Vegas, Nevada         |                                                             |
| G                                | 40–4 1 NP    | David Estrada             | UD   | 10          | 2005-04-23 | Caesars Palace, Las Vegas, Nevada                 |                                                             |
| P                                | 39–4 1 NP    | Winky Wright              | DD   | 12          | 2004-11-20 | Mandalay Bay Resort & Casino, Las Vegas, Nevada   | Campeonatos WBA, IBA y WBC en juego                         |
| P                                | 39–3 1 NP    | Winky Wright              | UD   | 12          | 2004-03-13 | Mandalay Bay Resort & Casino, Las Vegas, Nevada   | Ganó los títulos WBA, IBA y WBC de peso wélter              |
| G                                | 39–2 1 NP    | Óscar de la Hoya          | UD   | 12          | 2003-09-13 | MGM Grand Garden Arena, Las Vegas, Nevada         | Ganó los títulos WBA, IBA y WBC de peso wélter              |
| NP                               | 38–2 1 NP    | Raúl Márquez              | NC   | 3 (12)      | 2003-02-08 | Mandalay Bay Resort & Casino, Las Vegas, Nevada   |                                                             |
| P                                | 38–2         | Vernon Forrest            | UD   | 12          | 2002-07-20 | Conseco Fieldhouse, Indianápolis, Indiana         | Campeonato WBC de peso wélter en juego                      |
| P                                | 38–1         | Vernon Forrest            | UD   | 12          | 2002-01-26 | MSG Theater, Nueva York, Nueva York               | Perdió el título WBC de peso wélter                         |
| G                                | 38–0         | Adrian Stone              | KOT  | 3 (12)      | 2001-07-21 | Caesars Palace, Las Vegas, Nevada                 | Retuvo el título WBC de peso wélter                         |
| G                                | 37–0         | Shannan Taylor            | KOT  | 6 (12)      | 2001-03-10 | Caesars Palace, Las Vegas, Nevada                 | Retuvo el título WBC de peso wélter                         |
| G                                | 36–0         | Antonio Díaz              | KOT  | 6 (12)      | 2000-11-04 | MSG Theater, Nueva York, Nueva York               | Retuvo el título WBC de peso wélter                         |
| G                                | 35–0         | Óscar de la Hoya          | SD   | 12          | 2000-06-17 | Staples Center, Los Ángeles, California           | Ganó el título WBC y IBA de peso wélter                     |
| G                                | 34–0         | Willy Wise                | KOT  | 3 (10)      | 2000-01-22 | Hard Rock Hotel & Casino, Las Vegas, Nevada       |                                                             |
| G                                | 33–0         | Wilfredo Rivera           | KO   | 10 (10)     | 1999-09-25 | Pechanga Entertainment, Temecula, California      | Debut en la categoría de peso wélter                        |
| G                                | 32–0         | John Brown                | KOT  | 8 (12)      | 1999-04-17 | Fantasy Springs Resort Casino, Indio, California  | Retuvo el título IBF de peso superwélter                    |
| G                                | 31–0         | Golden Johnson            | KO   | 7 (12)      | 1999-01-09 | Civic Center, Pensacola, Florida                  | Retuvo el título IBF de peso superwélter                    |
| G                                | 30–0         | Jesse James Leija         | KOT  | 9 (12)      | 1998-11-14 | Foxwoods Resort Casino, Mashantucket, Connecticut | Retuvo el título IBF de peso superwélter                    |
| G                                | 29–0         | Eduardo Bartolomé Morales | KOT  | 5 (12       | 1998-09-22 | MSG Theater, Nueva York, Nueva York               | Retuvo el título IBF de peso superwélter                    |
| G                                | 28–0         | Wilfredo Ruiz             | KO   | 5 (12)      | 1998-06-27 | Apollo Theatre, Filadelfia, Pensilvania           | Retuvo el título IBF de peso superwélter                    |
| G                                | 27–0         | John John Molina          | KOT  | 8 (12)      | 1998-05-09 | Trump Taj Mahal, Atlantic City, Nueva Jersey      | Retuvo el título IBF de peso superwélter                    |
| G                                | 26–0         | Demetrio Ceballos         | KOT  | 8 (12)      | 1998-02-06 | Mohegan Sun, Uncasville, Connecticut              | Retuvo el título IBF de peso superwélter                    |
| G                                | 25–0         | Manuel Gómez              | KO   | 11 (12)     | 1997-11-25 | County Coliseum, El Paso, Texas                   | Retuvo el título IBF de peso superwélter                    |
| G                                | 24–0         | Philip Holiday            | UD   | 12          | 1997-08-02 | Mohegan Sun, Uncasville, Connecticut              | Ganó el título IBF de peso superwélter                      |
| G                                | 23–0         | Michael Smith             | KO   | 4 (10)      | 1997-04-09 | Inland Expo Center, Westmont, Illinois            |                                                             |
| G                                | 22–0         | Elías Quiroz              | KO   | 6 (10)      | 1997-02-06 | Beverly Hills, California                         |                                                             |
| G                                | 21–0         | Joseph Murray             | KOT  | 3 (10)      | 1996-12-21 | Mohegan Sun, Uncasville, Connecticut              |                                                             |
| G                                | 20–0         | Ramón Félix               | KOT  | 1 (10)      | 1996-11-01 | Fantasy Springs Resort Casino, Indio, California  |                                                             |
| G                                | 19–0         | Mike Bryan                | KOT  | 1 (10)      | 1996-01-23 | Grand Casino Biloxi, Biloxi, Misisipi             |                                                             |
| G                                | 18–0         | Mauricio Aceves           | KO   | 4 (10)      | 1995-07-20 | The Pond, Anaheim, California                     |                                                             |
| G                                | 17–0         | Raúl Hernández            | KO   | 2 (10)      | 1995-04-12 | Warner Center Marriott, Los Ángeles, California   |                                                             |
| G                                | 16–0         | José Luis Madrid          | KO   | 4 (10)      | 1994-11-12 | Santa Cruz, California                            |                                                             |
| G                                | 15–0         | Louis Ramírez             | KOT  | 10 (10)     | 1994-09-09 | Grand Olympic Auditorium, Los Ángeles, California |                                                             |
| G                                | 14–0         | Mauro Gutiérrez           | KOT  | 9 (10)      | 1994-08-06 | Pomona, California                                |                                                             |
| G                                | 13–0         | Narciso Valenzuela        | KOT  | 5 (10)      | 1994-07-24 | Grand Olympic Auditorium, Los Ángeles, California |                                                             |
| G                                | 12–0         | John Bryant               | KO   | 8 (10)      | 1994-06-30 | Marriott Hotel, Irvine, California                |                                                             |
| G                                | 11–0         | Lorenzo García            | KOT  | 3 (10)      | 1994-04-29 | Santa Cruz, California                            |                                                             |
| G                                | 10–0         | Óscar López               | UD   | 10          | 1994-03-26 | Fairplex, Pomona, California                      |                                                             |
| G                                | 9–0          | Lorenzo García            | KO   | 5 (10)      | 1994-02-04 | Oxnard, California                                |                                                             |
| G                                | 8–0          | Francisco Rodríguez       | KO   | 2 (8)       | 1994-01-20 | Marriott Hotel, Irvine, California                |                                                             |
| G                                | 7–0          | Paulino González          | KO   | 2 (8)       | 1993-12-06 | Great Western Forum, Inglewood, California        |                                                             |
| G                                | 6–0          | Juan Manuel Aranda        | KO   | 2 (8)       | 1993-10-25 | Great Western Forum, Inglewood, California        |                                                             |
| G                                | 5–0          | Miguel Peña               | KO   | 2 (8)       | 1993-09-27 | Great Western Forum, Inglewood, California        |                                                             |
| G                                | 4–0          | Roberto Urías             | KO   | 5 (6)       | 1993-08-25 | Los Ángeles, California                           |                                                             |
| G                                | 3–0          | Pey Castillo              | KO   | 1 (6)       | 1993-07-21 | Country Club, Los Ángeles, California             |                                                             |
| G                                | 2–0          | Arnulfo Villa             | KO   | 1 (6)       | 1993-04-24 | Great Western Forum, Inglewood, California        |                                                             |
| G                                | 1–0          | Greg Puente               | KO   | 5 (6)       | 1993-02-11 | Los Ángeles, California                           | Debut profesional de Mosley                                 |